# John Frederick (Schauspieler)
John Frederick (eigentlich Frederick Striffler; * 4. Juli 1916 in Norwalk, Iowa; † 11. November 2012 in Palm Springs, Kalifornien) war ein US-amerikanischer Schauspieler.

## Leben
Frederick wuchs auf der Farm seiner Familie auf und reiste mit 16 erstmals, fasziniert vom Filmgeschäft, nach Hollywood, wofür er ein Kalb verkauft hatte, um die Reise zu finanzieren. Nach Studien an der Drake University und der University of Iowa wirkte er einige Zeit als Lehrer, ging jedoch bald nach New York, wo er eine Bühnenkarriere begann. Seine athletische Figur, sein knorriges Gesicht und seine tiefe Stimme prädestinierten ihn für harte, kernige, nicht immer grundsympathische Typen. Diese Rollen spielte er auch in seiner von 1943 bis 1971 andauernden Filmkarriere, in der er meist in Western und Kriegsfilmen zu sehen war und an deren Ende er einige Filme in Italien drehte.
1999 veröffentlichte Frederick, der sich eine Zeit lang als John Merrick führen ließ, da er Verwechslungen mit einem bekannten Huthersteller vermeiden wollte, mit „Name Droppings on Your Head“ einen Lebensrückblick.
Für das Fernsehen war Frederick in zahlreichen Gastrollen tätig; daneben wurden in den späten 1950er Jahren nach seinen Angaben 18 Episoden einer Superman-Serie mit ihm in der Titelrolle gedreht. Die Episoden wurden nie ausgestrahlt, denn die Produzenten hatten mit den Aufnahmen nur beabsichtigt, den Schauspieler George Reeves, der die Rolle eigentlich spielte, unter Druck zu setzen.

## Filmografie (Auswahl)
- 1943: Corvette K-225
- 1943: Kampf in den Wolken (A Guy Named Joe)
- 1950: Amazonen des Urwalds (Prehistoric Women)
- 1952: Die Spielhölle von Las Vegas (The Las Vegas Story)
- 1954: Attila, der Hunnenkönig (Sign of the Pagan)
- 1968: Spiel mir das Lied vom Tod (C’era una volta il West)
- 1971: Blindman, der Vollstrecker (Blindman)
- 1971: Todesmelodie (Giù la testa)